# Mötesordförande
Mötesordförande är den som leder ett möte och fördelar ordet. Det är mötesordförandens uppgift att se till att mötet följer dagordningen och fattar beslut i enlighet med mötesdeltagarnas vilja. Till sin hjälp har mötesordförande en mötessekreterare.
Mötesordföranden har i enlighet med svensk föreningspraxis ganska stora befogenheter att bestämma hur mötet ska gå till. Mötesordföranden har rätt att avbryta talare som inte håller sig till ämnet, rätt (och skyldighet) att vägra mötet att fatta beslut mötet inte har rätt att fatta samt rätt att välja på vilket sätt mötet ska fatta beslut, till exempel vilken propositionsordning som ska tillämpas.
En mötesordförande är inte alltid ordförande för organisationen. På bland annat årsmöten väljs ofta en mötesordförande som inte är ordförande för själva organisationen. På detta sätt kan årsmötet bli mer neutralt.